# Municipio de Santo Domingo Yodohino
El municipio de Santo Domingo Yodohino es uno de los 570 municipios en que divide el estado de Oaxaca en México. Forma parte de la Región Mixteca y su cabecera es el pueblo del mismo nombre.

## Geografía
Santo Domingo Yodohino tiene una extensión territorial de 36 547 kilómetros cuadrados que equivalen al 0.04 % del territorio de Oaxaca. Sus coordenadas geográficas extremas son 17°36′ - 17°41′ de latitud norte y 97°39′ - 97°45′ de longitud oeste. El territorio es montaños, variando su altitud entre 2400 y 1500 metros sobre el nivel del mar.
El territorio municipal confina al norte con el municipio de San Andrés Dinicuiti, al este y sur con el municipio de Villa Chilapa de Díaz y al oeste con el municipio de Tezoatlán de Segura y Luna.

## Demografía
La población total del municipio de acuerdo con el Censo de Población y Vivienda realizado en 2010 por el Instituto Nacional de Estadística y Geografía, es de 369 habitantes, de los que 173 son hombres y 196 son mujeres.
La densidad de población asciende a un total de 10.1 personas por kilómetro cuadrado.

### Localidades
El municipio se encuentra formado por solo dos localidades, su población de acuerdo al censo de 2010 son:
| Localidad              | Población |
| Total Municipio        | 369       |
| Santo Domingo Yodohino | 363       |
| El Cerrito             | 6         |

## Política
El gobierno de Santo Domingo Yodohino se rige por principio de usos y costumbres que se encuentra vigente en un total de 424 municipios del estado de Oaxaca y en las cuales la elección de autoridades se realiza mediante las tradiciones locales y sin la intervención de los partidos políticos. 
El ayuntamiento de Santos Reyes Yucuná está integrado por el presidente municipal, un síndico y un cabildo integrado por cuatro regidores.

### Representación legislativa
Para la elección de diputados locales al Congreso de Oaxaca y de diputados federales a la Cámara de Diputados federal, el municipio de Santo Domingo Yodohino se encuentra integrado en los siguientes distritos electorales:
Local:
- Distrito electoral local de 5 de Oaxaca con cabecera en Asunción Nochixtlán.[4]

Federal:
- Distrito electoral federal 3 de Oaxaca con cabecera en Heroica Ciudad de Huajuapan de León.[5]